# El pisito
El pisito és una pel·lícula espanyola dirigida per Marco Ferreri i estrenada el 15 de juny del 1959. La pel·lícula està basada en la novel·la homònima de Rafael Azcona, i és un exponent del gènere del Neorealisme.

## Argument
Al Madrid de finals dels anys cinquanta, amb una Espanya que amb prou feines començava a sortir del subdesenvolupament, les penúries econòmiques són freqüents entre la població. La Petrita (Mary Carrillo) i en Rodolfo (José Luis López Vázquez) són nuvis des de fa dotze anys, però no poden casar-se per manca de mitjans per aconseguir un habitatge. La Petrita, finalment, albira una solució: en Rodolfo es casarà amb Doña Martina, llur anciana i malalta propietària, de manera que quan aquesta mori heretarà el contracte de lloguer de l'immoble a baix preu. Després del casament, la dona gran encara aconseguirà sobreviure dos anys més. Al capdavall mor, i la Petrita i en Rodolfo aconsegueixen el seu objectiu, tot i que el pessimisme i la tristor envaïen l'ambient.

## Repartiment
- Mary Carrillo: Petrita
- José Luis López Vázquez: Rodolfo
- Concha López Silva: Doña Martina
- Ángel Álvarez: Sáenz
- María Luisa Ponte: Germana de Petrita
- Andrea Moro: Mari Cruz
- Gregorio Saugar: Don Manuel
- Celia Conde: Mery

## Cartell
El cartell de la pel·lícula va ser realitzat per Antonio Mingote.

## Premio
Medalles del Cercle d'Escriptors Cinematogràfics
| Categoria               | Pel·lícula                     | Resultat   |
| ----------------------- | ------------------------------ | ---------- |
| Millor actriu principal | Mary Carrillo                  | Guanyadora |
| Premi Jimeno            | Isidoro M. Ferri Marco Ferreri | Guanyadors |